# Fier (rzeka)
Fier – rzeka we Francji, przepływająca przez teren departamentu Górna Sabaudia, o długości 71,9 km. Stanowi lewy dopływ rzeki Rodanu. 

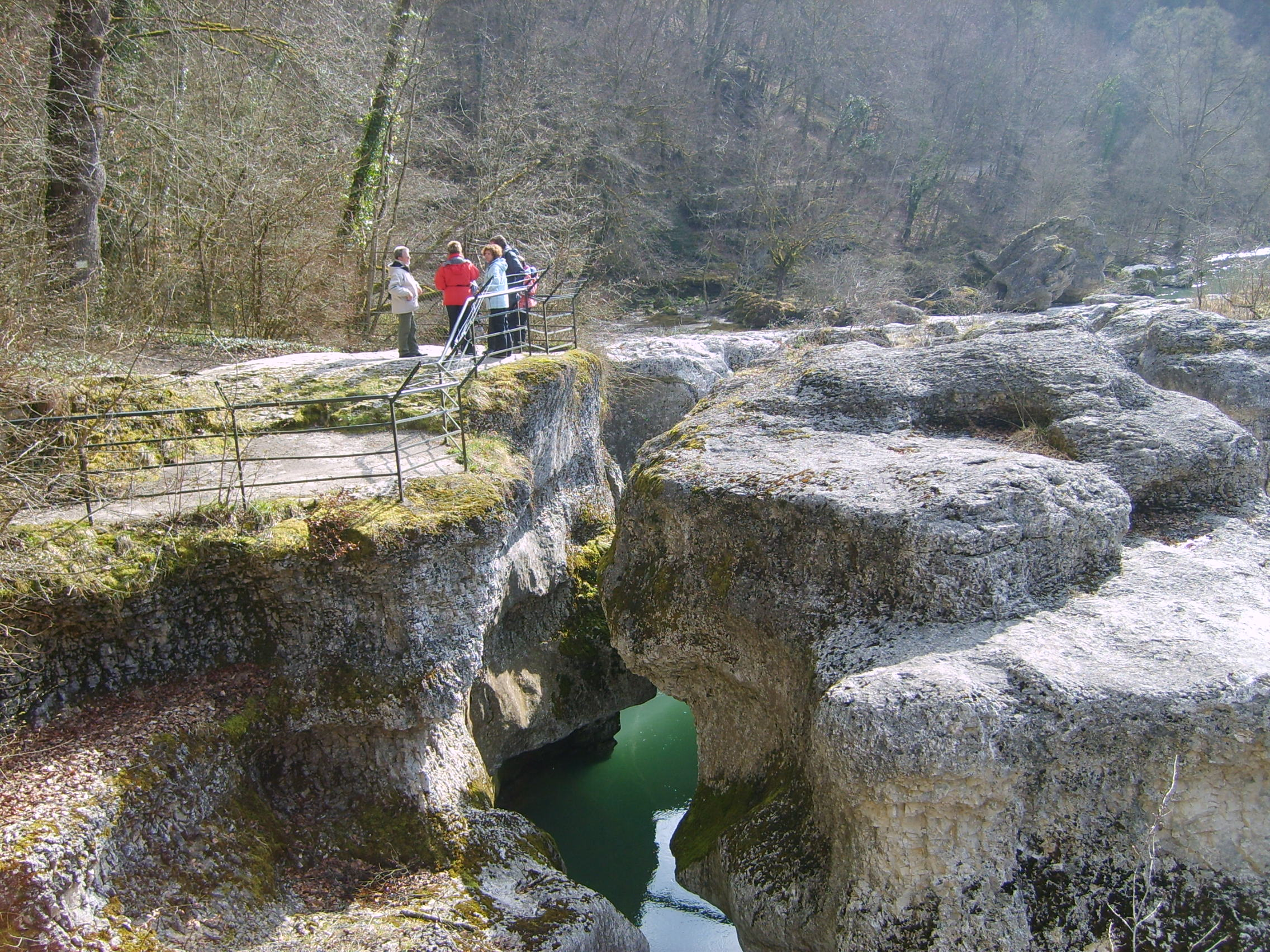
Wąwóz Fier